# Wilhelm Gause
Wilhelm Gause (Krefeld, 27 de marzo de 1853-Stein an der Donau, 13 de junio de 1916) fue un pintor e ilustrador germano-austriaco de la Escuela de Düsseldorf. Sus retratos de grupo, que representan la vida social y los acontecimientos sociales especiales en Viena a finales del siglo XIX y principios del XX, tienen una importancia destacada en su obra.

## Biografía
Gause estudió pintura en la Academia de Arte de Düsseldorf de 1870 a 1872. Allí fueron sus maestros Andreas y Karl Müller, Wilhelm Lotz, Heinrich Lauenstein y Wilhelm Roßmann (1832-1885). También tomó lecciones del pintor Eduard Gebhardt. En Düsseldorf, Gause fue miembro de la asociación de artistas Malkasten. En 1879 se trasladó a Viena, donde se instaló en Währing y se hizo un nombre como dibujante de gouaches e ilustrador de periódicos. Su especializó en representaciones enfáticamente realistas de la vida cotidiana en Viena y de eventos sociales como bailes y festivales. Dibujó para periódicos nacionales y extranjeros, incluyendo Die Gartenlaube e Illustrirte Zeitung. El columnista vienés, Eduard Pötzl, fue un cliente y amigo cercano suyo. Gause participó regularmente en importantes exposiciones austriacas e internacionales.

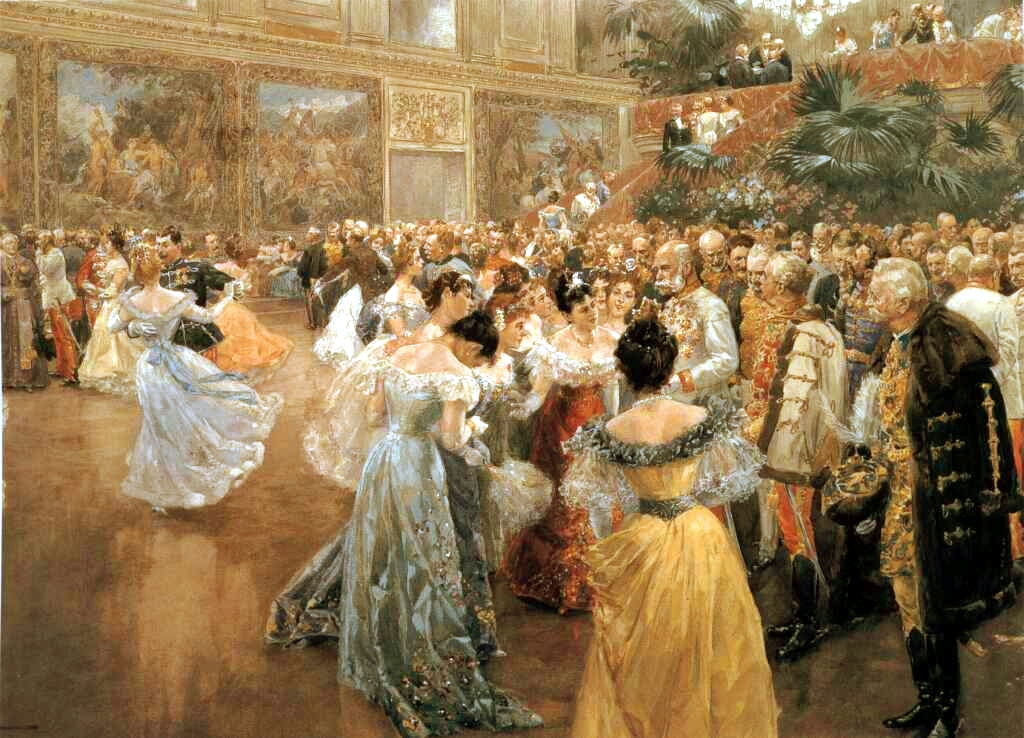
Hofball in Wien (1900)

Recibió un diploma honorífico en la Exposición Internacional de Acuarela de Dresde en 1889 y una medalla de plata en una exposición de periódicos e ilustraciones en París. En 1889 se trasladó a Stein an der Donau. Sus tres hijas Mini, Grete e Isolda también se dedicaron a la pintura. La más joven, Isolda (1905-1977), fue alumna de Eduard Zetsche. Se puede encontrar obra de Gause en el Dahesh Museum of Art en Nueva York, en el Museo de Historia del Arte de Viena y en el Museo de Viena. En este último se conserva la obra quizá más conocida de Gause, Hofball in Wien (Baile de la corte en Viena, 1900) que representa a un grupo de aristócratas reunidos alrededor del emperador Francisco José I, en un baile en el Palacio Imperial de Hofburg.